# Die abhandene Welt
Die abhandene Welt ist ein deutscher Spielfilm von Margarethe von Trotta aus dem Jahr 2015. Im Film wird eine Jazz-Sängerin (Katja Riemann) von ihrem Vater nach New York geschickt, um der Ähnlichkeit einer Operndiva (Barbara Sukowa) mit dessen verstorbener Ehefrau nachzugehen. Die Uraufführung des Films war am 13. Februar 2015 bei den Internationalen Filmfestspielen Berlin in der Sektion „Berlinale Special“. Der Kinostart war am 7. Mai 2015.

## Handlung
Paul Kromberger findet im Internet das Bild der Sängerin Caterina Fabiani, die seiner ein Jahr zuvor verstorbenen Frau Evelyn sehr ähnlich sieht. Weil er häufig von seiner Frau träumt, schickt er seine Tochter Sophie nach New York, wo Caterina an der Oper auftritt, um herausfinden zu lassen, ob verwandtschaftliche Beziehungen zu ihr bestehen. Caterina ist zunächst schroff-abweisend. Sophie kann mit Hilfe von Caterinas Agenten Philip die Mutter von Caterina, Rosa, in einem Altersheim ausfindig machen und besuchen. Nach dem Besuch ist die demente Rosa völlig aufgeregt und weigert sich zu essen. Danach gibt Caterina ihre ablehnende Haltung auf.
Nach und nach kommt heraus, dass Evelyn vor ihrer Heirat mit Paul schwanger war. Er forderte, dass sie das Kind abtreibt, da er nicht der Vater war. Evelyn gab vor, in Rom eine Gesangsausbildung zu machen, während Paul in Deutschland blieb, und brachte heimlich Caterina zur Welt. Rosa zog dann das Kind als ihre Tochter groß. Evelyn kehrte nach Deutschland zurück, heiratete Paul und bekam Tochter Sophie. Auf ihrer New-York-Reise verlieben sich Philip und Sophie. Sie schafft es, dass Caterina nach Deutschland reist, um Paul zu treffen, und will mit Sophies Hilfe schließlich herausfinden, wer eigentlich ihr Vater ist. Bei Orlov sind sie zunächst auf der falschen Fährte. Ralf, der Bruder von Paul, der sich jahrelang mit Evelyn heimlich getroffen und Briefe geschrieben hat, ist der Vater von Caterina. Das ist zunächst ein Schock, aber schließlich sitzen alle an einem Tisch und trinken auf die Vergangenheit und die Zukunft.

## Kritik
Der Filmdienst urteilte, von Trotta nehme das „Schwestern-Thema ihrer früheren Filme auf“ und spinne es mit „Anleihen bei Geister- und Doppelgänger-Motiven sowie einem investigativen Plot zum Familiendrama aus“.

## Auszeichnungen
- Deutsche Film- und Medienbewertung (FBW): Prädikat „besonders wertvoll“